# Sh2-24
Sh2-24 è una nebulosa a emissione visibile nella costellazione dell'Ofiuco.
Si individua nella parte più occidentale dell'Ofiuco, vicino al confine con lo Scorpione e la Bilancia; appare nelle foto a lunga posa come un debole filamento spesso e allungato in senso NW-SE in un campo privo di stelle luminose, circa 3° a SSW della stella δ Ophiuchi. La sua posizione a pochi gradi dall'equatore celeste fa sì che sia osservabile da tutte le regioni popolate della Terra; il periodo più propizio per la sua osservazione nel cielo serale va da maggio a settembre.
Si tratta di una chiazza nebulosa situata ad una latitudine galattica molto elevata; essendo alla distanza di appena 145 parsec (473 anni luce), è una delle nebulose più vicine al sistema solare. La nube appare associata al complesso nebuloso noto come MBM 57 e MBM 151, un sistema di nubi non illuminate visibile nelle regioni circostanti; a queste nubi sono associate una dozzina di stelle, fra le quali spicca HD 156697, una gigante gialla distante circa 450 anni luce e legata alla nebulosa a riflessione vdB 111. Questo sistema nebuloso è stato studiato a più lunghezze d'onda e contiene diversi addensamenti orientati in filamenti, responsabili del forte oscuramento della scia della Via Lattea in direzione dell'Ofiuco; a causa della separazione angolare dalla Nube di Rho Ophiuchi (circa 15°) e a causa della distanza che intercorre fra questi due sistemi nebulosi, si sospetta che il complesso di MBM57-151 e la Nube di Rho Ophiuchi siano due nubi fisicamente distinte.